# Resolució 1984 del Consell de Seguretat de les Nacions Unides
La Resolució 1984 del Consell de Seguretat de les Nacions Unides fou adoptada el 9 de juny de 2011. Després de recordar les resolucions 1696 (2006), 1737 (2006), 1747 (2007), 1803 (2008), 1835 (2008), 1887 (2009) i 1929 (2010) relatives a l'Iran i la no proliferació, el Consell va ampliar el mandat d'un panell d'experts que vigilava les sancions contra el país sobre el seu programa nuclear per un període d'un any.
La resolució, proposada per França, Alemanya, el Regne Unit i els Estats Units, va ser aprovada per 14 vots a favor, cap en contra i una abstenció del Líban.

## Resolució

### Observacions
En el preàmbul de la Resolució de 1984, el Consell de Seguretat va assenyalar la importància de les avaluacions, anàlisis i recomanacions creïbles i objectives, en els informes del grup d'experts. Va determinar que la proliferació d'armes de destrucció massiva constituïa una amenaça per a la pau i la seguretat internacionals.

### Actes
Actuant sota el Capítol VII de la Carta de les Nacions Unides, els membres del Consell van ampliar el mandat del panel d'experts que controlava les sancions iranianes fins al 9 de juny de 2012. El panel havia d'informar al Consell abans del 9 de desembre de 2011 i de nou al final del seu mandat.
Es va instar a tots els estats, organitzacions i organismes de les Nacions Unides a cooperar amb el Comitè establert a la resolució 1737 i el grup d'experts.